# Хроника Холодной войны (1958 год)
Хронология Холодной войны
- 1943
- 1944
- 1945
- 1946
- 1947
- 1948
- 1949
- 1950
- 1951
- 1952
- 1953
- 1954
- 1955
- 1956
- 1957
- 1958
- 1959
- 1960
- 1961
- 1962
- 1963
- 1964
- 1965
- 1966
- 1967
- 1968
- 1969
- 1970
- 1971
- 1972
- 1973
- 1974
- 1975
- 1976
- 1977
- 1978
- 1979
- 1980
- 1981
- 1982
- 1983
- 1984
- 1985
- 1986
- 1987
- 1988
- 1989
- 1990
- 1991

- 28 января: Китайский лидер Мао Цзэдун инициирует «Большой скачок вперёд».
- 31 января: Армия США запускает «Эксплорер-1», первый американский искусственный спутник.
- 1 февраля: Образована Объединённая Арабская Республика.
- 18 мая: Во время бомбардировки в поддержку восстания Перместа против индонезийского лидера Сукарно бомбардировщик B-26, предоставленный ЦРУ, сбит в Амбоне, Индонезия. Пилот, гражданин США Аллен Лоуренс Поуп схвачен и заключён в тюрьму.
- Июнь: Сбит военно-транспортный самолёт C-118, перевозивший грузы из Турции в Иран. Девять членов экипажа освобождены советским правительством через неделю и несколько дней.
- 14 июля: Переворот в Ираке, известный как Революция 14 июля, приводит к свержению пробританского монарха. Ирак начинает получать поддержку от СССР. Ирак будет поддерживать тесные связи с Советским Союзом на протяжении всей Холодной войны и после её окончания.
- Август: Американские БРСД «Тор» развёрнуты в Великобритании, в пределах досягаемости до Москвы.
- 23 августа: Второй кризис в Тайваньском проливе начинается после того как Китай начинает бомбить Кемой.
- 1 сентября: Исландия расширяет зону рыболовства. Соединённое Королевство выступило против этих действий и в конечном итоге направило часть своего флота в зону, что спровоцировало «Тресковые войны».
- 4 октября: Создано Национальное управление по аэронавтике и исследованию космического пространства, более известное как НАСА.
- 8 октября: Гвинея становится независимой от Франции.
- Ноябрь: Начало берлинского кризиса 1958—1959 годов, Первый секретарь ЦК КПСС Никита Хрущёв требует от западных держав покинуть Берлин.